# La Yunta
La Yunta – gmina w Hiszpanii, w prowincji Guadalajara, w Kastylii-La Mancha, o powierzchni 56,19 km². W 2011 roku gmina liczyła 115 mieszkańców.